# Taketo Gohara
Taketo Gohara (japanisch 合原 健人 Gohara Taketo; * 1975 in Mailand) ist ein japanischer Filmkomponist, Sounddesigner, Musikarrangeur und Musikproduzent, der vor allem für italienische Film- und Musikproduktionen arbeitet.

## Leben
Taketo Gohara besuchte in Italien ein Liceo Classico und absolvierte nach dem Abitur 1995 ein Musikstudium am SAE Institute mit einem Diplom als Abschluss. Er arbeitete zunächst als Assistent für die Metropolis Studios und danach in Mailand für die Officine Meccaniche Recording Studies von Mauro Pagani.
Seit 2004 ist er im Bereich Sounddesign für in Italien produzierte Filme tätig. Der erste Film, an dem er als Musicmixer beteiligt war, Körper der Liebe (Primo amore) mit der Musik von und mit der Banda Osiris, wurde im selben Jahr in Berlin mit dem Silbernen Bären für das Beste Musikdesign ausgezeichnet. Inzwischen hat er u. a. mit Sängern und Komponisten wie Vinicio Capossela, Brunori Sas, Elisa, Francesco Motta, Biagio Antonacci, Dardust, Mauro Pagani, Vasco Brondi, Negramaro und Verdena zusammengearbeitet.
Der Film Finalmente l’alba, für den er zusammen mit Massimo Martellotta die Musik geschrieben hat, lief 2023 in Venedig im Wettbewerb um den Goldenen Löwen.
Gohara unterrichtet seit 2011 in Mailand am CPM Musicinstitute.